# Zone industrielle de Ombé
La Zone industrielle de Ombé en abrégé ZIOMBE est un territoire de la ville de Ombé où sont implantées plusieurs industries et sociétés d'essences, de stockage, de transports, de commerce, d’agroalimentaire, de pétrole et de gaz. Elle est située dans l'arrondissement de Tiko .

## Description
Plus de 20 entreprises industrielles s'y retrouvent. Le taux de viabilisation estimée à 60%. ZIOMBE est un point d'échanges entre le Cameroun, le Nigeria et la Guinée équatoriale.

## Gestion
| \| 500 km1:18 610 000 \| Yaoundé (114 ha) Bassa(150 ha) Ngaoundéré (115 ha) Djamboutou (90 ha) Bamenda (44 ha) Ombé (17 ha) Koumé (105 ha) Mandjou (120 ha) Bonabéri (192 ha) Bafoussam (28 ha) Kribi (3000 ha) Yassa (400 ha) Dibombari (300 ha) Nomayos (201 ha) Meyomessala (100 ha) |
| 500 km1:18 610 000 |

| 500 km1:18 610 000 |

| Zones industrielles existantes |
| Zones industrielles en projet  |
| (192 ha) Taille (en hectares)  |

La gestion de la zone industrielle de Ombé est assurée par la Mission de développement et d’aménagement des zones industrielles (Magzi) sous-tutelle du Ministère des Mines, de l’Industrie et du Développement Technologique.

## Transports
Elle est une zone transit en matière de logistique et transport. Elle dessert les voies terrestres et maritimes.

## Litiges
La zone industrielle de Ombé a expulsé quatre entreprises pour irregularité de ces dernières.